# Floriano Ambrosini
Floriano Ambrosini (Bologna, 1557 – 1621) è stato un architetto italiano, attivo in stile tardo-rinascimentale o manierista, principalmente nella città natale.

## Biografia
Contribuì alla progettazione di Palazzo Magnani e della cappella di San Domenico, contenente l'Arca di San Domenico, nella basilica di San Domenico. Progettò anche Palazzo Zani, la chiesa di San Pietro Martire, l'Oratorio dei Battuti adiacente al Santuario di Santa Maria della Vita, la ristrutturazione della chiesa di Sant'Antonio Abate e di Palazzo Marescalchi.
Nel museo della basilica di San Petronio sono conservati due modelli lignei delle volte della basilica, accompagnati da un disegno (dal quale venne fatta anche un'incisione), che Ambrosini realizzò per valutare meglio le due soluzioni proposte da Francesco Morandi Terribilia e Carlo Carrazzi relativamente all'altezza delle volte.
Ambrosini fu anche ingegnere idraulico, realizzando chiuse per il Canale Navile. Scrisse un libro sui canali di Bologna e sull'architettura. Tra i suoi discepoli ci fu Bonifazio Socchi.